# Enewetak
Enewetak (ili Eniwetok), atol od 40 otočića u sastavu Maršalovih Otoka, dio lanca Ralik.

## Zemljopis
Najsjeverozapadniji atol Maršalovih otoka, nalazi se 305 km zapadno od Bikinija. 40 otočića okružuje središnju lagunu površine 1.004,89 km2.

## Stanovništvo
| broj stanovnika |       |       |       | 542   | 715   | 853   |
|                 | 1958. | 1967. | 1973. | 1980. | 1988. | 1999. |